# Nicolaus Roding

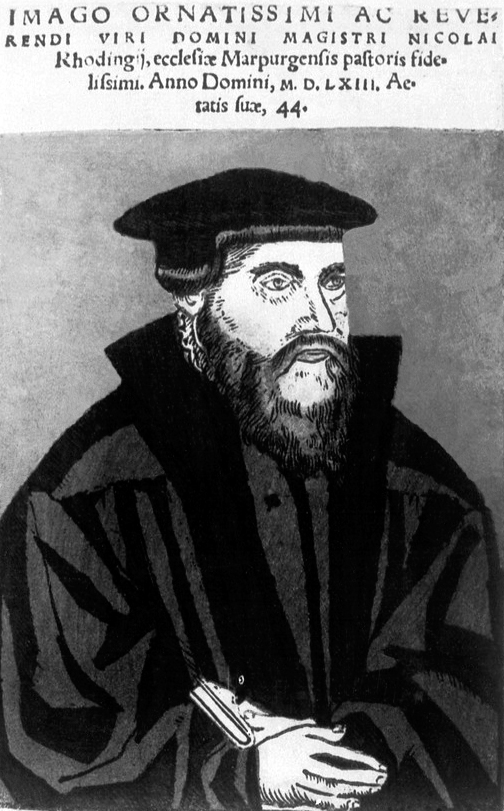
Porträt von Georg Thomas von 1563

Nicolaus Roding (auch Nicolaus Rhodingius oder Nikolaus Rhoding; * 1519 in Treysa; † 23. September 1580 in Marburg) war ein deutscher lutherischer Theologe, Geistlicher und Hochschullehrer.

## Leben
Roding war Sohn des Johannes Roding, Bürgermeister und gebürtiger Schweizer. Er besuchte zunächst die Schule seiner Heimatstadt, ab 1530 als Stipendiat von Treysa das Pädagogium Marburg, bevor er das Studium an der Universität Marburg aufnahm. 1537/1538 wirkte er als Lehrer in seiner Geburtsstadt. Zum weiteren Studium kehrte er an die Marburger Universität zurück. Dort erlangte er 1538 den Magistergrad. Neben dem Studium war er von 1538 bis 1541 Rektor der Marburger Stadtschule. 1541 ging er an die Universität Löwen, anschließend an die Universität Dole, an der er kurzzeitig unterrichtete. Nach einer Station in Paris kehrte er nach Hessen zurück. Dort wurde er Prinzenerzieher bei den Kindern Philipps des Großmütigen, insbesondere von Wilhelm IV. von Hessen-Kassel.
Roding nahm im Mai 1549 einen Ruf als Professor der Rhetorik an die Marburger Universität an, bevor er 1554 Pfarrer in Melsungen und schließlich 1555 Pfarrer in Marburg wurde. Letzteres Pfarramt hatte er bis zu seinem Tod inne. Im Auftrag des Landgrafen nahm er 1557 am Frankfurter Konvent und 1561 am Naumburger Fürstentag teil, ebenso von 1571 bis 1578 an den Generalsynoden in Marburg und Kassel. Zudem wurde ihm, da er als besonders friedliebend galt, die Aufsicht über die öffentlichen Disputationen übertragen, um Streitigkeiten der Religion wegen abzuwenden. 1574 wurde ihm außerdem ein Kanonikat in Rotenburg übertragen.
Roding wurde nach Heinrich Vietors Tod im August 1576 die Stelle als erster Professor der Theologie an der Universität in Marburg übertragen. Am 25. Oktober 1576 erfolgte seine Promotion zum Doktor der Theologie. 1579/1580 leitete er als Rektor die Universität.
Zu seinen Kindern zählt der Jurist Wilhelm Roding (1549–1603).

## Werke (Auswahl)
- Hodoeporicon, 1542.
- Exhortatio Ad Germaniam, Ut Bellum A Papistis Impie Concitatum Armis Extinguat, Kolbe, Marburg 1546/1548.
- Eine Predigt|| Vom Christlichen ab-||scheid aus diesem sterblichen leben/|| Des Durchleuchtigen Hochgebornen Fürsten vnd|| Herrn/ Herrn Philips Landgraven zu Hessen/|| Grave zu Catzenelnbogen/ Dietz/ Ziegenhäin/|| vnd Nidda/ etc. Hochlöblicher|| vnd Gottseliger ge-||dechtnus.|| Kolbe, Marburg 1567.
- De morte reverendi viri M.Nicolai Celli, Treisensis ecclesiae Pastoris Epitaphia, Kolb, Marburg 1568.
- These de Jesu Christo vero et unico mediatore ac ahis fictis mediatoribus, Marburg 1576.